# 김웅철 (목회자)
김웅철(1950년 9월 12일 ~ )은 연극배우 겸 영화배우 및 연기자 분야에서 모두 은퇴한 대한민국 기독교 목사 겸 대학 교수 출신이다.

## 주요 경력
- 한신대학교 객원교수
- 총신대학교 겸임교수
- 미국 마이애미 순복음 한인 교회 안수목사

## 출연작

### 영화
- 1984년 《나는 다시 살고 싶다》
- 1992년 《불행한 아이의 행복》

### TV 시리즈
- 1974년 MBC 《수사반장》
- 1974년 MBC 《113 수사본부》
- 1980년 MBC 《전원일기》
- 1981년 MBC 《제1공화국》
- 1983년 MBC 《조선 왕조 오백년 - 추동궁 마마》고려 왕조 마지막 국왕 공양왕 역할 배역
- 1983년 MBC 《3840 유격대》
- 1983년 MBC 《베스트 셀러 극장》
- 1984년 MBC 《조선 왕조 오백년 - 설중매》조선 효령대군 이보  배역
- 1986년 MBC 《겨울꽃》
- 1987년 MBC 《야호》
- 1988년 MBC 《한지붕 세 가족 시즌 제1기》
- 1988년 MBC 《조선 왕조 오백년 - 한중록》나경언 배역
- 1989년 MBC 《제2공화국》
- 1990년 MBC 《조선 왕조 오백년 - 대원군》 친러파 이범진 배역 : 아관파천 을 주도함
- 1990년 MBC 《한지붕 세 가족 시즌 제2기》
- 1991년 MBC 《우리들의 천국 시즌 제1기》
- 1991년 SBS 《유심초》
- 1992년 MBC 《사랑이 뭐길래》
- 1992년 MBC 《일출봉》 홍경래 세력에 속한 인물 : 유안순
- 1992년 MBC 《마포 무지개》
- 1992년 MBC 《질투》
- 1992년 MBC 《우리들의 천국 시즌 제2기》
- 1993년 MBC 《제3공화국》

### TV 프로그램
- 1989년 MBC 《토요일! 토요일은 즐거워》